# Ahumado Granujo
Ahumado Granujo es una banda checa de goregrind de Praga, fundada en 1999.

## Historia
La banda fue fundada en 1999, en un contexto musical donde emergían diversas corrientes alternativas y underground. Desde sus inicios, el grupo buscó crear un sonido distintivo que fusionara elementos de diferentes géneros, lo que les permitió atraer a un público diverso. El 3 de junio de 2000, la banda lanzó su primer trabajo, un EP dividido con la banda CAD de Eslovaquia, que sirvió como una introducción a su estilo único y a la energía cruda que caracterizaba sus presentaciones en vivo.
En 2003, continuando con su trayectoria, la banda lanzó un álbum dividido con Utopia, una destacada banda de República Checa, lo que les permitió expandir su alcance y colaborar con otros artistas de la escena. Este álbum no solo consolidó su presencia en la región, sino que también les abrió puertas a nuevas oportunidades de giras y festivales.
Ese mismo año, Ahumado Granujo dio un gran paso en su carrera al lanzar su álbum debut titulado "Splatter-Tekk" a través de Downfall Records. Este trabajo fue un hito para la banda, ya que no solo reflejaba su evolución musical, sino que también capturaba la esencia de su estilo agresivo y experimental. "Splatter-Tekk" recibió críticas positivas y ayudó a establecer a Ahumado Granujo como una de las bandas emergentes más prometedoras de la escena musical alternativa de la época. Con cada lanzamiento, el grupo continuó desarrollando su identidad musical y ganando un lugar en el corazón de sus seguidores. 
En 2004, la banda Ahumado Granujo tomó la decisión de cambiar de sello discográfico y se unió a Kharanus, un sello que se especializa en la producción y distribución de música grindcore,Bajo este nuevo sello, lanzaron su álbum titulado "Chemical Holocaust", que recibió una buena acogida dentro de la escena underground, consolidando su reputación como un grupo innovador y comprometido con su estilo musical.
Además de su trabajo en estudio, Ahumado Granujo también se destacó por sus presentaciones en vivo, donde su energía y potencia musical capturaron la atención de los fanáticos. Un ejemplo notable de su actuación en vivo fue su participación en el Obscene Extreme Festival, celebrado en Trutnov en 2003, un evento que reúne a algunas de las bandas más emblemáticas del grindcore y el metal extremo. Su actuación en este festival les permitió conectar con una audiencia más amplia y compartir escenario con otros artistas de renombre en el género.
Sin embargo, a pesar de su creciente éxito y el lanzamiento reciente de "Chemical Holocaust", en 2006 la banda anunció su separación temporal, solo cinco meses después de la salida del álbum. Esta decisión sorprendió a muchos de sus seguidores, quienes esperaban ver cómo evolucionaba su música y qué nuevos proyectos podrían surgir. La separación temporal dejó un vacío en la escena del grindcore, pero también generó especulaciones sobre el futuro de la banda y la posibilidad de un regreso en algún momento posterior.
En enero de 2010, la banda, que había estado inactiva durante varios años, anunció con gran entusiasmo que volverían a actuar en vivo bajo el nombre de Ahumado Granujo Revival. Esta decisión marcó un hito importante en su trayectoria, ya que sus seguidores habían estado esperando un regreso desde su separación. La banda, conocida por su estilo único que fusionaba rock y ritmos latinos, planeaba ofrecer una serie de conciertos que revivirían sus clásicos más queridos y presentarían nuevo material.
El anuncio generó una oleada de emoción entre sus fanáticos, quienes se apresuraron a comprar boletos para los shows, que prometían ser memorables. Además, la banda comenzó a trabajar en una nueva producción musical, con la intención de capturar la esencia de su sonido original mientras exploraban nuevas direcciones creativas. La expectativa creció a medida que se acercaban las fechas de los conciertos, y la banda utilizó las redes sociales para mantener a sus seguidores informados sobre los ensayos y los preparativos.
El regreso de Ahumado Granujo Revival no solo representó un renacer para la banda, sino también una celebración de la música que había unido a generaciones de fans. Los conciertos fueron bien recibidos, y la energía en el escenario era palpable, lo que reafirmó su lugar en la escena musical. Con este revival, la banda no solo buscaba revivir su legado, sino también conectar con un público nuevo y diverso que había descubierto su música a lo largo de los años. 

## Influencias
La banda toca goregrind, un subgénero extremo del metal que se caracteriza por su brutalidad y su enfoque en la velocidad. Sus canciones son muy cortas, a menudo no superando los dos minutos, y se sitúan entre un tiempo medio y una alta velocidad, lo que crea una experiencia auditiva intensa y frenética. Las características distintivas de su música son las voces, que están alteradas en gran medida, utilizando técnicas de distorsión y efectos que las llevan a un punto en el que resultan incomprensibles, a menudo debido al cambio drástico de tono y a la agresividad con la que se interpretan. Este enfoque vocal, que puede parecer caótico, se convierte en una parte integral de la atmósfera general de la banda.
Además, la inclusión de elementos techno es un aspecto atípico dentro del género goregrind. Estos elementos electrónicos suelen servir como introducción a las canciones, creando un contraste interesante con la brutalidad del sonido de la guitarra y la batería. Este uso de la tecnología no solo añade una dimensión innovadora a su música, sino que también ayuda a capturar la atención del oyente desde el primer momento. La combinación de voces distorsionadas, riffs de guitarra explosivos, ritmos de batería aplastantes y estos elementos techno resulta en un sonido único que desafía las convenciones del goregrind, permitiendo a la banda destacar en un panorama musical saturado. En conjunto, su estilo es una explosión de energía que invita a los oyentes a sumergirse en un mundo sonoro extremo y provocador.  

## Discografía
- 2000: El Tor (Napalmed; EP compartido con CAD)
- 2002: Instrumenta Chirurgica (Downfall Records; álbum compartido con Utopia)
- 2002: Splatter-Tekk (Downfall Records, 2004 vía Bizarre Leprous Production )
- 2006: Holocausto químico (Khaaranus)

## Enlaces web
- Sitio web oficial
- Ahumado Granujo Revival en Myspace
- Ahumado Granujo en Discogs